# Сан Никола (Салерно)
Сан Никола је насеље у Италији у округу Салерно, региону Кампанија.
Према процени из 2011. у насељу је живело 634 становника. Насеље се налази на надморској висини од 249 м.